# سرولت جاکارتا

یک سرولت جاکارتا (به انگلیسی: Jakarta Servlet) با نام پیشین جاوا سرولت (به انگلیسی: Java Servlet) یک مولفه نرم‌افزاری به زبان جاوا است که توانمندی‌های یک سرور (رایانه خدمت‌رسان) را گسترش می‌دهد. اگرچه سرورها می‌توانند به انواع مختلفی از درخواست پاسخ بدهند، اما به صورت معمول «گنجانه‌های وب» را برای میربانی از «برنامه‌های کاربردی وب» روی سرورهای وب، پیاده‌سازی می‌کنند، و بنابراین آن‌ها واجد شرایط یک واسط برنامه‌سازی کاربردی وب سرولت در سمت سرور هستند. این سرولت‌ها، همتای جاوایی، برای دیگر فناوری‌های محتوای پویای وب، مثل PHP و ASP.NET هستند. 

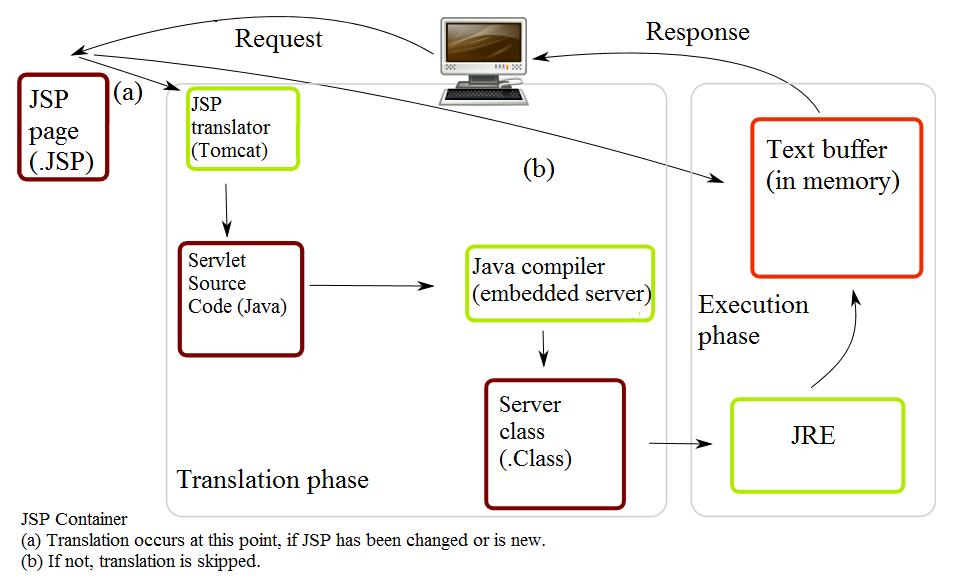
زندگی یک فایل سرولت.

سرولت برنامه‌ای در زبان برنامه‌نویسی جاوا برای توسعه توانایی‌های سرورها است، هرچند سرولت‌ها می‌توانند به هر نوع درخواستی پاسخ دهند، اما بیشترین کاربرد را در استقرار برنامه‌هایی با قابلیت استقرار روی وب سرورها دارند، و می‌توان سرولت جاوا را نمونه‌ای مانند پی اچ پی ای اس پی دات نت دانست.
یک سرولت کلاسی از جاواست که در جاوای سازمانی مطابق با رابط برنامه‌نویسی سرولت جاواست، پروتکلی که مسئول پاسخ به درخواست است. آن‌ها تنها به پروتکل مشتری-سرور محدود نمی‌شود، ولی بیشتر مواقع از پروتکل انتقال ابرمتن استفاده می‌نماید؛ بنابراین کلمهٔ سرولت بیشتر بر اچ‌تی‌تی‌پی سرولت دلالت دارد. توسعه‌دهندهٔ نرم‌افزار از سرولت برای اضافه کردن محتوای پویا به سرور وب با استفاده از سکوی جاوا استفاده می‌نماید. صفحهٔ تولید شده عمدتاً شامل محتوای اچ‌تی‌ام‌ال است ولی گاهی نیز سایر داده‌های مانند اکس‌ام‌ال را نیز شامل می‌شود. سرولت‌ها، همتای مبتنی بر جاوای فناوری‌هایی غیر جاوایی مانند سی‌جی‌ال و صفحه‌های سرور فعال است. سرولت‌ها می‌توانند حالت وضعیت متغیرها را در یک نشست حفظ نمایند. این کار به کمک کوکی اچ‌تی‌تی‌پی و موتور بازنویسی انجام می‌دهند.

## تاریخچه
مشخصات کلی سرولت‌ها توسط سان میکروسیستمز ایجاد و نگارش اولش با شمارهٔ ۱٫۰ در ژوئن ۱۹۹۷(خرداد ۱۳۷۶) نهایی شد. با انتشار نگارش ۲٫۳ مشخصات سرورلت تحت فرایند جمعیت جاوا (ف.ج. ج) قرار گرفت. سند جی‌اس‌ار ۵۳، محتوی مشخصات «جاوا سرولت ۲٫۳» و «صفحات جاوا سرور» است. سند جی‌اس‌ار ۱۵۴ نیز مشخصات سرولت ۲٫۴ و ۲٫۵ را در برد دارد. از مارس ۲۰۱۰ (اسفند ۱۳۸۸) نگارش کنونی سرولت با شماره ۳٫۰ منتشر شد.
در وبلاگ آن بر روی Java.net، کارمند کارآزمودهٔ سان و مدیر ماهی شیشه‌ای به تشریح تاریخچهٔ فناوری سرولت پرداخت. جیمز گاسلینگ فردی بود که در روزهای آغازین جاوا فکر ایجاد آن را می‌پروراند؛ ولی مفهوم آن تا زمان ارائه آن به صورت محصول از سوی جاوا عملی نشد. این پیش از عملی شدن جاوای سازمانی بود.
| نگارش‌ای‌پی‌ال سرولت        | تاریخ انتشار | شماره جی اس آر | سکو                 | تغییرات مهم                                                             |
| ------------------------ | ------------ | -------------- | ------------------- | ----------------------------------------------------------------------- |
| Jakarta Servlet 5.0.0 M1 | Jun 12, 2020 | 5.0            | Jakarta EE 9        | API از پکیج javax.servlet به jakarta.servlet تغییر یافت.                |
| Jakarta Servlet 4.0.3    | Aug 13, 2019 | 4.0            | Jakarta EE 8        | تغییر نام از نام تجاری «جاوا»                                           |
| سرولت ۴٫۰                | شهریور ۱۳۹۶  | ۳۶۹            | Java EE 8           | HTTP/2                                                                  |
| سرولت ۳٫۱                | خرداد ۱۳۹۲   | ۳۴۰            | Java EE 7           | Non-blocking I/O, HTTP protocol upgrade mechanism (WebSocket)           |
| سرولت ۳٫۰                | آذر ۱۳۸۸     | ۳۱۵            | JavaEE 6,JavaSE 6   | قابلیت اتصال، سهولت توسعه، سرولت نامتقارن، امنیت، بارگذاری پرونده       |
| سرولت ۲٫۵                | شهریور ۱۳۸۵  | ۱۵۴            | JavaEE 5,JavaSE 5   | نیازمند جاوا استاندارد نگارش ۵، قابلیت تفسیر                            |
| سرولت ۲٫۴                | آبان ۱۳۸۲    | ۱۵۴            | J2EE 1.4 , J2SE 1.3 | استفاده از شمای اکس‌ام‌ال در web.xml                                      |
| سرولت ۲٫۳                | مرداد ۱۳۸۰   | ۵۳             | J2EE 1.3 , J2SE 1.2 | افزوده‌شدن Filter                                                        |
| سرولت ۲٫۲                | مرداد ۱۳۷۸   | ۹۰۲، ۹۰۳       | J2EE 1.2 , J2SE 1.2 | الحاق به نگارش سازمانی، معرفی برنامه‌های مستقل وب در قالب فایل war.      |
| سرولت ۲٫۱                | آبان ۱۳۷۷    | نامعلوم        | نامعلوم             | اولین مشخصات رسمی ارائه شد، اضافه‌شدن RequestDispatcher و ServletContext |
| سرولت ۲٫۰                |              | نامعلوم        | JDK 1.1             | بخشی از کیت توسعهٔ جاوا سرولت ۲٫۰                                        |
| سرولت ۱٫۰                | خرداد ۱۳۷۹   | نامعلوم        | نامعلوم             |                                                                         |

## برتری‌ها نسبت به سی‌جی‌آی
برتری‌های استفاده ار سرولت را می‌توان در افزایش اجرا و راحتی استفادهٔ ترکیبی به سی‌جی‌آی سنتی است. اسکریپت‌های سی‌جی‌آیِ سنتی که با زبان جاوا نوشته می‌شود دارای مشکلاتی در اجراست:
- در هنگام ایجاد درخواست اچ‌تی‌تی‌پی، به ازای هر درخواست اسکریپت سی‌جی‌آی، فرایندی ایجاد می‌شود. این سربار پردازشی ایجاد شده می‌تواند بر سیستم فشار شدیدی وارد نماید، مخصوصاً هنگامی که پردازش کار پردازشی سریعی را ایجاد می‌نماید؛ بنابراین ایجاد پردازش از خودِ پردازش بیشتر زمان می‌برد. جاوا سرولت این مشکل را حل نموده‌است، سرولت یک پردازش جداگانه نیست. هر درخواست دریافت شده، توسط یک نخ در فرایند وبِ موجود بررسی می‌شود، که موضوع ایجاد فرایند جداگانه به وسیلهٔ نسخه‌برداری (فورک) توسط شبح اچ‌تی‌تی‌پی را بر طرف می‌نماید.
- درخواست‌های هم‌زمان در سی‌جی‌آی موجب آن می‌شود که اسکریپت سی‌جی‌آی، به دفعات درخواستی در حافظه بارگذاری شود. در حالیکه با استفاده از سرولت‌ها نیز به ازای هر درخواست یک نخِ جدید تولید می‌شود.
- تنها یک کلاس که به صورت مشترک مورد استفاده است، در حافظه ایجاد می‌گردد. این کار باعثِ کاهش استفاده از حافظه و بهبود مدیریت داده‌ها خواهد شد.
- یک سرولت توسط موتورِ سرولت در محیطِ محدود اجرا می‌شود که به آن گودال ماسه می‌گویند. این کار شبیه اجرای اپلت در گودالِ ماسهٔ مرورگر وب است. این کار باعث کاهش خطرات بالقوه خواهدشد.[۲]

### چرخه زندگی یک سرولت
1. کانتِینِر سازندهٔ بدون آرگومان را صدا می‌زند
2. کانتِینِر وب متد init() را صدا می‌زند. این متد سرولت را مقداردهی نموده و باید پیش از آغاز زندگی سرولت فراخوانی شود، متد init() تنها یکبار فراخوانی می‌شود.
3. بعد از مقداردهی، سرولت می‌تواند به پاسخِ درخواست‌های ارسال شده بپردازد. هر درخواست اچ‌تی‌تی‌پی در نخِ مخصوص و جداگانه‌ای پاسخ داده می‌شود. کانتینر وب، متد service() را به ازای هر درخواست فراخوانی می‌نماید. متد service() نوع درخواست دریافت شده را تعیین و آن را به متد مناسبی که وظیفه‌اش رفع نیازهای آن درخواست است، ارسال می‌نماید. توسعه‌دهندهٔ سرولت باید این متدها را پیاده‌سازی نماید. در صورت عدم پیاده‌سازی متد یادشده، متدِ والدِ کلاس فراخوانی خواهد شد که معمولاً با ارسال یک خطا به درخواست‌کننده همراه است.
4. در نهایت، کانتینر وب، متد destroy() را فراخوانی نموده که سرولت را از دور کار خارج می‌نماید. متد destroy() مانند متد مقدار دهی تنها یک بار در چرخهٔ کاری فراخوانی می‌شود.

### نمونه
نمونهٔ زیر عبارت «سلام دنیا» را بر صفحهٔ وب نمایش می‌دهد.
توجه نمایید که HttpServlet زیر کلاسی از GenericServlet است که از پیاده‌سازیِ رابط Servlet بدست آمده‌است.
متد service() درخواست دریافتی را به متدهای doGet()، doPost()، doPut() ، doDelete() و مانند آن‌ها ارسال می‌نماید که منطبق با درخواست دریافت شده‌باشد.
```
protected
 
void
 
doPost
(
HttpServletRequest
 
request
,
 
HttpServletResponse
 
response
)
 
throws
 
ServletException
,
 
IOException
 
{

String
 
action
=
request
.
getParameter
(
"action"
);

EmployeeManager
 
eMgr
=
new
 
EmployeeManager
();

if
(
action
==
null
)

{

action
=
""
;

}

else
 
if
(
action
.
equals
(
"create"
))

{

Employee
 
emp
=
eMgr
.
Populate
(
request
);

try

{

eMgr
.
create
(
emp
);

}

catch
(
SQLException
 
e
)

{

System
.
out
.
println
(
"Exception="
+
e
);

}

finally

{

RequestDispatcher
 
disp
=
request
.
getRequestDispatcher
(
"/jsp/confirmation.jsp"
);

disp
.
forward
(
request
,
response
);

}

}

else
 
if
(
action
.
equals
(
"view"
))

{

ArrayList
<
Employee
>
 
empList
=
new
 
ArrayList
<
Employee
>
();

try

{

empList
=
eMgr
.
view
();

}

catch
(
SQLException
 
e
)

{

e
.
printStackTrace
();

}

request
.
setAttribute
(
"empList1"
,
empList
);

RequestDispatcher
 
disp
=
request
.
getRequestDispatcher
(
"/jsp/view.jsp"
);

disp
.
forward
(
request
,
 
response
);

}

else
 
if
(
action
.
equals
(
"Update"
))

{

String
 
empId
 
=
 
null
;

empId
 
=
 
request
.
getParameter
(
"empRadio"
);

Employee
 
empRecord
 
=
 
new
 
Employee
();

if
(
empId
==
null
)

{

empId
 
=
 
" "
;

}

System
.
out
.
println
(
empId
);

try

{

empRecord
 
=
 
eMgr
.
empRecord
(
empId
);

}

catch
 
(
SQLException
 
e
)

{

e
.
printStackTrace
();

}

request
.
setAttribute
(
"empRecord"
,
empRecord
);

RequestDispatcher
 
disp
 
=
 
request
.
getRequestDispatcher
(
"/jsp/update.jsp"
);

disp
.
forward
(
request
,
 
response
);

}

else
 
if
(
action
.
equals
(
"updateAddress"
))

{

String
 
newContactNo
=
null
;

String
 
newAddress
=
null
;

String
 
empId
=
null
;

newAddress
 
=
 
request
.
getParameter
(
"newAddress"
);

newContactNo
 
=
 
request
.
getParameter
(
"newContactNo"
);

empId
=
request
.
getParameter
(
"empId"
);

try

{

eMgr
.
updateAddress
(
empId
,
newAddress
,
newContactNo
);

}

catch
 
(
SQLException
 
e
)

{

e
.
printStackTrace
();

}

RequestDispatcher
 
disp
 
=
 
request
.
getRequestDispatcher
(
"/EmployeeController?action=view"
);

disp
.
forward
(
request
,
 
response
);

}

else
 
if
(
action
.
equals
(
"Delete"
))

{

String
 
empId
=
null
;

empId
=
request
.
getParameter
(
"empRadio"
);

int
 
flag
=
0
;

try

{

flag
 
=
 
eMgr
.
delete
(
empId
);

}

catch
 
(
SQLException
 
e
)

{

e
.
printStackTrace
();

}

RequestDispatcher
 
disp
 
=
 
request
.
getRequestDispatcher
(
"/EmployeeController?action=view"
);

disp
.
forward
(
request
,
 
response
);

}

else
 
if
(
action
.
equals
(
"Search"
))

{

String
 
empId
 
=
 
null
;

empId
 
=
 
request
.
getParameter
(
"search"
);

Employee
 
empRecord
 
=
 
new
 
Employee
();

if
(
empId
==
null
)

{

empId
 
=
 
" "
;

}

System
.
out
.
println
(
empId
);

try

{

empRecord
 
=
 
eMgr
.
empRecord
(
empId
);

}

catch
 
(
SQLException
 
e
)

{

e
.
printStackTrace
();

}

request
.
setAttribute
(
"empRecord2"
,
empRecord
);

RequestDispatcher
 
disp
 
=
 
request
.
getRequestDispatcher
(
"/jsp/viewSearch.jsp"
);

disp
.
forward
(
request
,
 
response
);

}

}}

```

## استفاده
سرولت‌ها بیشتر در یکی از موارد زیر کاربرد دارند:
- پردازش داده‌ها یا ذخیره‌سازی آن‌ها، که توسط یک فرم اچ‌تی‌ام‌ال ثبت شده‌است.
- فراهم آوردن محتوای پویا که می‌تواند پاسخ یک پرسش (کوئری) باشد
- مدیریت حالات اطلاعات که در پروتکل بدون حالت اچ‌تی‌تی‌پی ممکن نیست، مانند اضافه نمودن به سبد خرید.[۲]